# WVA
WVA là một ngôi mộ duy nhất nằm ở phía tây củaThung lũng của các vị Vua, và có liên quan đến ngôi mộ của Amenhotep III, WV22.

## Bản đồ
|  | Chủ đề Ai Cập cổ đại |